# Macuata

Macuata ist eine der vierzehn fidschianischen Provinzen (yasana) und eine der drei Provinzen auf der Insel Vanua Levu.

## Geographie
Die Provinz liegt im Nordwesten der Insel und umfasst ca. 40 % der Fläche der Insel, ca. 2004 km². Die Provinz besitzt zahlreiche kleine Flüsse und die Nordküste der Insel ist geprägt durch kleine vorgelagerte inseln und ein Barriereriff. etwa 20 km nördlich der Ostspitze liegt die Insel Thikombia.
114 Dörfer der Provinz sind in 12 Distrikte (tikina) eingeteilt: Dreketi, Macuata, Seaqaqa Sasa, Wailevu, Labasa, Mali, Nadogo, Namuka, Dogotuki und Udu (v. W n. O). 2017 wurden 65.983 Einwohner gezählt. In Bezug auf die Bevölkerung ist die Provinz damit die viertgrößte in Fidschi. Mehr als ein Viertel der Einwohner lebt in der Stadt Labasa (24.187, Stand 1996).
Der Distrikt Macuata liegt dabei im Westen der Provinz (⊙).
Mit der Verfassung von 1997 wurden zwei Wahlbezirke eingerichtet: Macuata Fijian Provincial Communal (für eingeborene) und Macuata East Cakaudrove Indian Communal (für die indischen Zuwanderer). Mit der vierten Constitution of Fiji 2013 wurden alle Wahlbezirke zusammengelegt.